# Douglas F4D Skyray
F4D Skyray (укр. «Скайрей») — американський палубний винищувач-перехоплювач. Перший у світі винищувач палубного базування, здатний перевищити швидкість звуку.

## Історія
1947 року американський флот склав вимоги для нового винищувача — той мав перехоплювати і знищувати ворожі літаки на висоті 15 240 м (50 000 футів) за п'ять хвилин після оголошення повітряної тривоги.
Перший серійний літак злетів у липні 1954 року. Після цього серійне виробництво наростало, досягши максимуму 1957 року, коли за тиждень з конвеєра сходило три літаки.
Перша бойова ескадрилья винищувачів F4D-1 (VF-74) перелетіла на авіаносець «Рузвельт» навесні 1956 року. 1957 року флот мав п'ять таких ескадрилей.
Літак використовувався у липні і серпні 1958 року за програмою «Пілот» для запуску ракети-носія Пілот в зоні викиду над протокою Санта-Барбара (англ. Santa Barbara Channel Drop Zone) після зльоту з повітряної бази військово-морського флоту США Поінт-Мугу (англ. Naval Air Station Point Mugu).
Програму Пілот закрито в серпні 1958 року і замінено NOTS-EV-2 Caleb. Програма Пілот була засекреченою до 1994 року.

## Тактико-технічні характеристики

### Технічні характеристики
- Екіпаж: 1 пілот
- Довжина: 13,8 м
- Розмах крил: 10,21 м
- Висота: 3,96 м
- Площа крила: 52 м²
- Маса порожнього: 7268 кг
- Маса спорядженого: 10 273 кг
- Максимальна злітна маса: 12 300 кг
- Двигун: Пратт-анд-Вітні J57-P-8 (1×45/71 кН)

### Льотні характеристики
- Максимальна швидкість: 1200 км/год
- Дальність польоту: 1100 км
- Дальність польоту з підвісними баками: 1900 км
- Практична стеля: 17 000 м
- Швидкопідйомність: 93,3 м/с (5598 м/хв)
- Питоме навантаження на крило: 198 кг/м²
- Тягооснащеність: 0,71

### Озброєння
- Гармати: 4×20 мм, боєзапас — 65 снарядів/ствол
- Ракети: 6 блоків 7 × 70 мм некерованих ракет або

- 4 блоки 19 × 70 мм некерованих ракет;
- 4 × AIM-9 Sidewinder протиповітряні ракети

- Бомби: 2×910 кг